# Meteorologiåret 1869

## Händelser

### Maj
- Maj – För första gången noteras 70 millimeter nederbörd över Sverige en majmånad.[1]
- 31 maj - För första gången regnar en basebollmatch bort, då matchen mellan Red Stockings och Anioch Nine skjuts upp.[2]

### September
- 12 augusti – Hagelstormar i Minnesota, USA skadar grönsaksodlingar.[3]
- 24 september – 10 inch regn faller över White Earth Reservation i Minnesota, USA.[3]

### Oktober
- 4-5 oktober - Högt tidvatten och orkan orsakar stora översvämningar på USA:s östkust.[4][5] Washington, DC drabbas också hårt.[6]

### November
- 7 november - Vid en storm på Stora sjöarna i Nordamerika sänks 77 skepp, bland dem 56 skonare.[7]

### Okänt datum
- Oksøy fyr i Norge börjar mäta dygnsmedeltemperatur.[8]
- Storbritannien upplever sin mildaste vinter någonsin med genomsnittstemperaturen + 6,77°C.[9]

## Födda
- 2 september – Filip Åkerblom, svensk meteorolog och professor i meteorologi.

### Fotnoter
1. ↑  SMHI
2. ↑  ”Chronology of Sports”. Arkiverad från originalet den 22 juli 2011. https://web.archive.org/web/20110722012455/http://worldtimeline.info/sports/. Läst 18 juli 2011.
3. 1 2  This Day in Weather History - September Arkiverad 26 juli 2010 hämtat från the Wayback Machine.
4. ↑  ”Philadelphia, PA area Storm and flood, Oct 1869”. Arkiverad från originalet den 25 december 2008. https://web.archive.org/web/20081225215541/http://www3.gendisasters.com/pennsylvania/1451/philadelphia,-pa-area-storm-flood,-oct-1869. Läst 1 juni 2009.
5. ↑  Placard at Fairmount Waterworks
6. ↑  ”Washington, DC Storm and flood, Oct 1869”. Arkiverad från originalet den 2 oktober 2011. https://web.archive.org/web/20111002155534/http://www3.gendisasters.com/district-columbia/1280/washington,-dc-storm-flood,-oct-1869. Läst 1 juni 2009.
7. ↑  ”Dan, Dan the Weatherman's Canadian Weather Trivia Page”. Arkiverad från originalet den 9 september 2013. https://web.archive.org/web/20130909001246/http://www.dandantheweatherman.com/cantriv.html. Läst 8 mars 2013.
8. ↑  MET
9. ↑  DMI[död länk]